# Landessparkasse zu Oldenburg
Die Landessparkasse zu Oldenburg (auch LzO) ist eine öffentlich-rechtliche Sparkasse mit Sitz in Oldenburg in Niedersachsen. Träger der LzO ist der Sparkassenzweckverband Oldenburg, dem die kreisfreien Städte Oldenburg und Delmenhorst sowie die Landkreise Ammerland, Cloppenburg, Friesland, Oldenburg, Vechta und Wesermarsch als Mitglieder angehören. Das Geschäftsgebiet der LzO umfasst die vorgenannten Gebietskörperschaften.

## Organisationsstruktur
Die Landessparkasse zu Oldenburg ist eine Anstalt des öffentlichen Rechts. Rechtsgrundlagen sind das Sparkassengesetz für Niedersachsen und die durch den Verwaltungsrat der Sparkasse erlassene Satzung. Organe der Sparkasse sind der Vorstand und der Verwaltungsrat. Die Sparkasse kann lt. Bescheid vom 24. November 2011 Hypothekenpfandbriefe emittieren.

## Geschäftszahlen

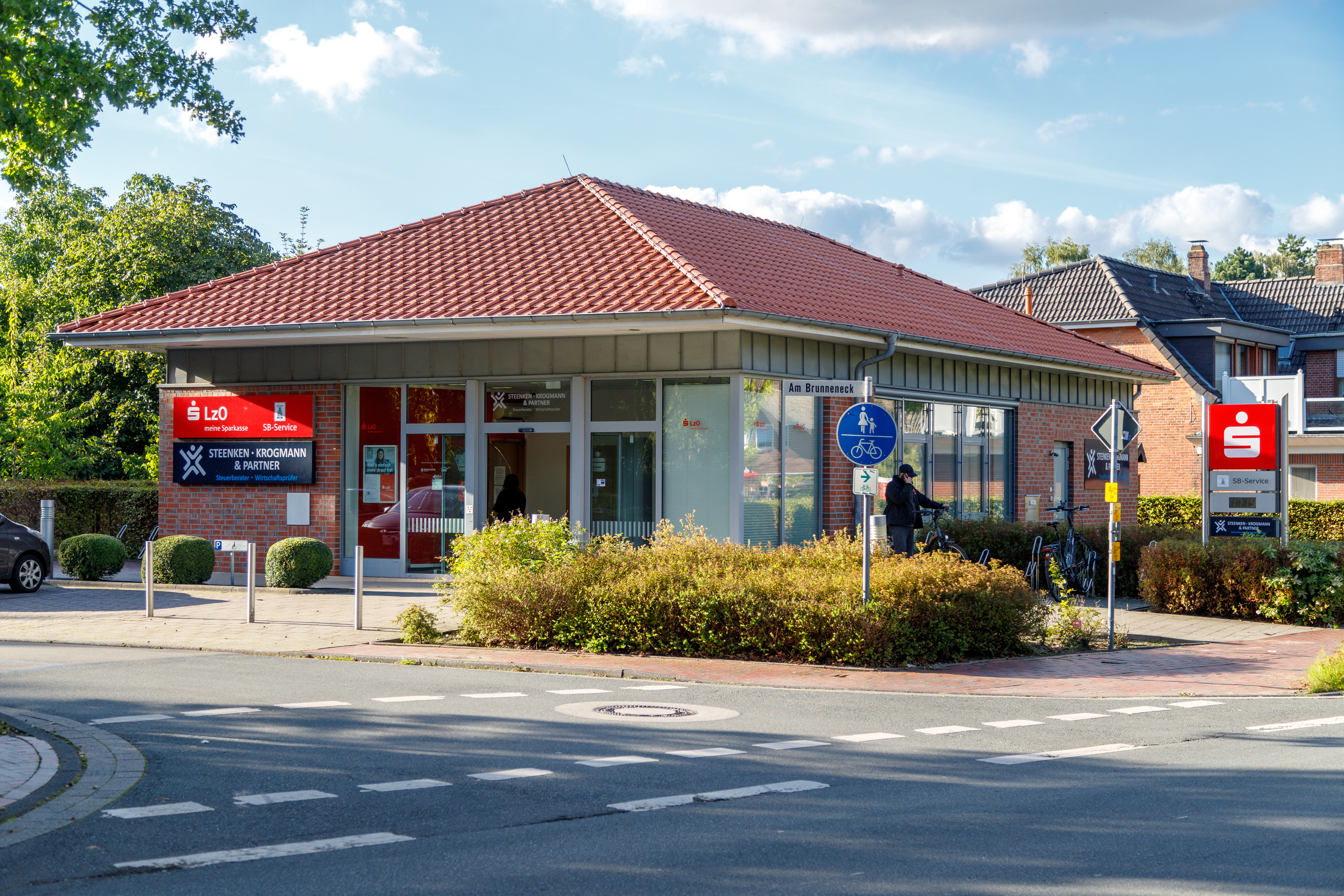
SB-Filiale Ocholt (Westerstede)

Die Landessparkasse zu Oldenburg wies im Geschäftsjahr 2023 eine Bilanzsumme von 12,201 Mrd. Euro aus und verfügte über Kundeneinlagen von 9,412 Mrd. Euro. Gemäß der Sparkassenrangliste 2023 liegt sie nach Bilanzsumme auf Rang 21. Sie unterhält 112 Filialen/Selbstbedienungsstandorte und beschäftigt 1.617 Mitarbeiter. Davon befinden sich 124 in einem Ausbildungsverhältnis.

## Sparkassen-Finanzgruppe
Die Landessparkasse zu Oldenburg ist Teil der Sparkassen-Finanzgruppe und gehört damit auch ihrem Haftungsverbund an. Er sichert den Bestand der Institute und sorgt dafür, dass sie auch im Fall der Insolvenz einzelner Sparkassen alle Verbindlichkeiten erfüllen können. Die Sparkasse vermittelt Bausparverträge der regionalen Landesbausparkasse, offene Investmentfonds der Deka und Versicherungen der VGH Versicherungen sowie der Öffentlichen Versicherungen Oldenburg. Im Bereich des Leasing arbeitet die Landessparkasse zu Oldenburg mit der  Deutschen Leasing zusammen. Die Funktion der Sparkassenzentralbank nimmt die Norddeutsche Landesbank wahr. Außerdem besteht eine Beteiligung an der privaten Krankenversicherung Alte Oldenburger.

## Geschichte
Am 1. August 1786 unterzeichnete Herzog Peter Friedrich Ludwig die Gründungsurkunde für die „Ersparungscasse für das Herzogthum Oldenburg“. Ziel der Gründung war eine umfassende Neuordnung des Armenwesens, mit der es wirtschaftlich schwächeren Bevölkerungskreisen möglich sein sollte, Rücklagen zu bilden.
Seit dem 1. Januar 1913 trägt die Sparkasse den Namen Landessparkasse zu Oldenburg. Mit dem Beitritt zum Hannoverschen Sparkassenverband im Jahre 1916 wurde die LzO Mitglied der Sparkassen-Finanzgruppe. 1937 erfolgte die Gründung des Sparkassenzweckverbandes Oldenburg, dem die Landkreise Ammerland, Cloppenburg, Friesland, Oldenburg, Vechta, Wesermarsch sowie die kreisfreien Städte Oldenburg und Delmenhorst als Träger angehörten.
Bei ihrem 175-jährigen Jubiläum im Jahre 1961 führte das Institut mehr als 370.000 Konten. 1964 hat sie als eine der ersten Sparkassen in Deutschland die Elektronische Datenverarbeitung eingeführt. Der erste ec-Geldautomat im Oldenburger Land wurde 1981 von der LzO in Oldenburg in Betrieb genommen. Ab 1986 – im Jahr des 200-jährigen Bestehens – erfolgte der weitere Ausbau der Kundenselbstbedienung durch die Installation von Kontoauszugsdruckern. 1997 ging die erste Homepage eines Oldenburger Kreditinstitutes im Internet unter www.lzo.com online.
Die Zentrale zog Anfang Mai 2009 in ein neu erbautes Gebäude am Oldenburger Hauptbahnhof um. Dort entstanden für 87 Millionen Euro drei viergeschossige Bauten, ein Bau mit zehn Geschossen und ein Erweiterungsbau mit insgesamt ca. 24.000 m² Nutzfläche. Ein Teil der Maastrichter Straße, an der die neue Zentrale eigentlich steht, wurde extra umbenannt, damit die LzO ihre Adresse „Berliner Platz“ mitnehmen konnte.

## Stiftungen der LzO
Anlässlich ihres 200. Geburtstages hat die Sparkasse 1986 die Stiftung Kunst und Kultur der Landessparkasse zu Oldenburg ins Leben gerufen. Ihr Zweck ist, Kunst und Kultur in all seinen Facetten zu fördern, zu pflegen und zu erhalten, ob im Bereich der Musik, Literatur, Museen und Theater, der bildenden Kunst und bis hin zur Heimat- und Denkmalpflege.
Die im Jahr 2006 gegründete Regionale Stiftung der Landessparkasse zu Oldenburg ermöglicht stiftungsinteressierten Bürgern einen Weg für ein persönliches, gemeinnütziges Engagement. Die Dachstiftung, die sich vielfältigen gemeinnützigen Themen widmet, fördert zum einen mittels Finanzmitteln aus Stiftungsengagements ihrer Kunden, darüber hinaus aber auch durch die 2008 gegründeten acht LzO-Stiftungen, die unter ihrem Dach verwaltet werden. Diese Stiftungen setzen sich für soziale Projekte in ihrer jeweiligen Region im LzO-Geschäftsgebiet ein.

## Kritik
Am 18. Dezember 2012 hat das Bundesverfassungsgericht in einem Verfahren der konkreten Normenkontrolle entschieden, dass eine gesetzliche Vorschrift des Landes Niedersachsen, die die LzO bei der Zwangsvollstreckung privilegierte, gegen den Gleichheitssatz des Artikels 3 Grundgesetz verstieß. Die Entscheidungsformel wurde im Bundesgesetzblatt (BGBl.) I vom 6. Februar 2013, Seite 162 veröffentlicht.

## Rundfunkberichte
- Unsere Sparkassen: Wer kassiert die Gewinne?, NDR – 45 Min vom 13. März 2017